# Псалом 146
Псалом 146 (у масоретській нумерації — 147) — 146-й псалом Книги псалмів у грецькому перекладі Біблії «Септуаґінті» та в її латинському перекладі «Вульгаті». Латинською мовою псалом 147 відомий як «Laudate Dominum quoniam bonum psalmus». У масоретській нумерації цей псалом є частиною 147 псалому, до якого також входить псалом 146 з грецького і латинського перекладів.

## Система альтернативної нумерації
У грецькій версії Біблії «Септуаґінті» та латинській — «Вульгаті» до 8 псалому дотримуються системи нумерації псалмів, які використовуються в єврейській Біблії та Біблії короля Якова, після чого кілька псалмів об'єднують і розділяють у інший спосіб. У масоретській нумерації псалом 147 – останній, який ділиться на дві частини, і пронумерований як псалом 146 і псалом 147. Псалом 146 у «Септуаґінтаі» та «Вульгаті» складається з віршів 1–11 цього псалому 147, тоді як псалом 147 – з віршів 12–20.

## Текст
| Вірш | Гебрейська мова                                     | Давньогрецька мова (Септуаґінта) | Латинська мова (Вульгата)                                                                                      | Українська мова (Переклад Хоменка)                                                 |
| ---- | --------------------------------------------------- | --- | --- | ---------------------------------------------------------------------------------- |
| 1    | הַ֥לְלוּיָ֨הּ \| כִּי־ט֖וֹב זַמְּרָ֣ה אֱלֹהֵ֑ינוּ כִּֽי־נָ֜עִ֗ים נָאוָ֥ה תְהִלָּֽה      | Αλληλουια· Αγγαιου καὶ Ζαχαριου. Αἰνεῖτε τὸν κύριον, ὅτι ἀγαθὸν ψαλμός· τῷ θεῷ ἡμῶν ἡδυνθείη αἴνεσις.                                      | Alleluja. [Laudate Dominum, quoniam bonus est psalmus; Deo nostro sit jucunda, decoraque laudatio.             | Хваліте Господа, бо добрий! Співайте Богу нашому, бо милий! Хвала бо йому подобає. |
| 2    | בֹּנֵ֣ה יְרֽוּשָׁלִַ֣ם יְהֹוָ֑ה נִדְחֵ֖י יִשְׂרָאֵ֣ל יְכַנֵּֽס                     | οἰκοδομῶν Ιερουσαλημ ὁ κύριος καὶ τὰς διασπορὰς τοῦ Ισραηλ ἐπισυνάξει,                                                                     | Ædificans Jerusalem Dominus, dispersiones Israëlis congregabit:                                                | Господь Єрусалим будує, розсіяних Ізраїля збирає.                                  |
| 3    | הָ֣רוֹפֵא לִשְׁב֣וּרֵי לֵ֑ב וּ֜מְחַבֵּ֗שׁ לְעַצְּבוֹתָֽם                       | ὁ ἰώμενος τοὺς συντετριμμένους τὴν καρδίαν καὶ δεσμεύων τὰ συντρίμματα αὐτῶν,                                                              | qui sanat contritos corde, et alligat contritiones eorum;                                                      | Розбитих серцем він ізціляє і перев'язує їх рани.                                  |
| 4    | מוֹנֶ֣ה מִ֖סְפָּר לַכּֽוֹכָבִ֑ים לְ֜כֻלָּ֗ם שֵׁמ֥וֹת יִקְרָֽא                    | ὁ ἀριθμῶν πλήθη ἄστρων, καὶ πᾶσιν αὐτοῖς ὀνόματα καλῶν.                                                                                    | qui numerat multitudinem stellarum, et omnibus eis nomina vocat.                                               | Він число зір лічить і кожну пойменно називає.                                     |
| 5    | גָּד֣וֹל אֲדוֹנֵ֣ינוּ וְרַב־כֹּ֑חַ לִ֜תְבֽוּנָת֗וֹ אֵ֣ין מִסְפָּֽר                | μέγας ὁ κύριος ἡμῶν, καὶ μεγάλη ἡ ἰσχὺς αὐτοῦ, καὶ τῆς συνέσεως αὐτοῦ οὐκ ἔστιν ἀριθμός.                                                   | Magnus Dominus noster, et magna virtus ejus, et sapientiæ ejus non est numerus.                                | Великий наш Господь, велика його сила, і розумові його немає міри.                 |
| 6    | מְעוֹדֵ֣ד עֲנָוִ֣ים יְהֹוָ֑ה מַשְׁפִּ֖יל רְשָׁעִ֣ים עֲדֵי־אָֽרֶץ                | ἀναλαμβάνων πραεῖς ὁ κύριος, ταπεινῶν δὲ ἁμαρτωλοὺς ἕως τῆς γῆς.                                                                           | Suscipiens mansuetos Dominus; humilians autem peccatores usque ad terram.                                      | Господь принижених підносить, а нечестивих понижує додолу.                         |
| 7    | עֱנ֣וּ לַֽיהֹוָ֣ה בְּתוֹדָ֑ה זַמְּר֖וּ לֵֽאלֹהֵ֣ינוּ בְכִנּֽוֹר                  | ἐξάρξατε τῷ κυρίῳ ἐν ἐξομολογήσει, ψάλατε τῷ θεῷ ἡμῶν ἐν κιθάρᾳ,                                                                           | Præcinite Domino in confessione; psallite Deo nostro in cithara.                                               | Співайте Господеві на подяку, хваліте Бога нашого на гарфі.                        |
| 8    | הַֽמְכַסֶּ֬ה שָׁמַ֨יִם \| בְּעָבִ֗ים הַמֵּכִ֣ין לָאָ֣רֶץ מָטָ֑ר הַמַּצְמִ֖יחַ הָרִ֣ים חָצִֽיר | τῷ περιβάλλοντι τὸν οὐρανὸν ἐν νεφέλαις, τῷ ἑτοιμάζοντι τῇ γῇ ὑετόν, τῷ ἐξανατέλλοντι ἐν ὄρεσι χόρτον [καὶ χλόην τῇ δουλείᾳ τῶν ἀνθρώπων,] | Qui operit cælum nubibus, et parat terræ pluviam; qui producit in montibus fœnum, et herbam servituti hominum; | Він хмарами вкриває небо, готує дощ на землю, ростить траву на горах.              |
| 9    | נוֹתֵ֣ן לִבְהֵמָ֣ה לַחְמָ֑הּ לִבְנֵ֥י עֹ֜רֵ֗ב אֲשֶׁ֣ר יִקְרָֽאוּ                  | διδόντι τοῖς κτήνεσι τροφὴν αὐτῶν καὶ τοῖς νεοσσοῖς τῶν κοράκων τοῖς ἐπικαλουμένοις αὐτόν.                                                 | qui dat jumentis escam ipsorum, et pullis corvorum invocantibus eum.                                           | Дає для скоту поживу і воронятам, що квилять.                                      |
| 10   | לֹ֚א בִגְבוּרַ֣ת הַסּ֣וּס יֶחְפָּ֑ץ לֹֽא־בְשׁוֹקֵ֖י הָאִ֣ישׁ יִרְצֶֽה              | οὐκ ἐν τῇ δυναστείᾳ τοῦ ἵππου θελήσει οὐδὲ ἐν ταῖς κνήμαις τοῦ ἀνδρὸς εὐδοκεῖ·                                                             | Non in fortitudine equi voluntatem habebit, nec in tibiis viri beneplacitum erit ei.                           | Він милується не силою коня і не ноги мужа йому довподоби, —                       |
| 11   | רוֹצֶ֣ה יְ֖הֹוָה אֶת־יְרֵאָ֑יו אֶת־הַֽמְיַֽחֲלִ֥ים לְחַסְדּֽוֹ                 | εὐδοκεῖ κύριος ἐν τοῖς φοβουμένοις αὐτὸν καὶ ἐν τοῖς ἐλπίζουσιν ἐπὶ τὸ ἔλεος αὐτοῦ.                                                        | Beneplacitum est Domino super timentes eum, et in eis qui sperant super misericordia ejus.]                    | Господь любить тих, що його бояться, що його милости чекають.                      |

## Використання

### Юдаїзм
Псалом 147 читають під час щоденних ранкових молитов. Також його читають як псалом дня на Сімахт Тора.

### Католицька церква
З середніх віків цей псалом читали і свівали на вечірній відповідно до Статуту святого Бенедикта Нурсійського. У Літургій годин псалом 147 читається у римському обряді на лаудах по четвергах четвертого тижня.
Під час меси псалом 147 співають або читають у п'яту неділю звичайного року В та в першу суботу Адвенту дворічного циклу.